# 東野英治郎
東野 英治郎（とうの えいじろう、1907年（明治40年）9月17日 - 1994年（平成6年）9月8日）は、日本の俳優、随筆家。戦前期の芸名は本庄 克二。身長159cm。
新築地劇団を経て小沢栄太郎、千田是也らと俳優座を創設し、その中心として活躍。戦中からは映画にも出演し、個性的な名脇役として330本以上の作品に出演した。主な出演映画に『東京物語』『用心棒』『秋刀魚の味』『白い巨塔』など。テレビドラマ『水戸黄門』の初代黄門役でも知られる。著書に『私の俳優修業』など。長男は俳優の東野英心。

## 来歴
1907年（明治40年）9月17日（火曜日）、群馬県富岡市七日市の造り酒屋の家に生まれる。父は江州の山村から単身で関東に移り、辛苦して酒造家となった人で、根っからの日野商人（近江商人）だった。実家の本宅は滋賀県蒲生郡東桜谷村鳥居平（現蒲生郡日野町大字鳥居平）にある。旧制富岡中学卒業後、明治大学商学部に入学。同級生には後に阪神タイガースで活躍する松木謙治郎がいる。在学中に学内の非合法サークル・社会科学研究会に入り、左翼思想に目覚める。
1931年（昭和6年）4月、劇団築地小劇場のプロレタリア演劇研究所に第1期生として入り、東京左翼劇場公演の『恐山トンネル』（三好十郎作）で初舞台を踏む。研究所卒業後の同年9月、新築地劇団に入団、本庄 克二の芸名で端役として舞台に立つ一方、プロレタリア運動に従事する。新築地の公演のほとんどに出演し、『ハムレット』の亡霊、『坂本龍馬』の人斬り以蔵、『人生劇場』の呑込み半助などを演じて徐々に頭角を現す。1937年（昭和12年）の『渡辺崋山』『嗤う手紙』で好評を得、以来『土』の平造、『綴方教室』の由五郎、『ハムレット』の墓掘りの役で俳優としての地位を固めていった。1939年（昭和14年）には『土』の勘次、『海援隊』の馬之助など大役を演じ、その傍ら劇団の書記長、企画部長、演技部長を務め、劇団の中心俳優となった。舞台活動の一方、1938年（昭和13年）に衣笠貞之助監督の『黒田誠忠録』で映画に初出演し、松竹下加茂撮影所の準専属として数本に出演したほか、日活の『海援隊』や東宝映画の『彦六なぐらる』等にも出演した。
1940年（昭和15年）8月19日（月曜日）、新劇弾圧で八田元夫、池田正二らとともに治安維持法違反で検挙され、8月23日に劇団は強制解散される。翌1941年（昭和16年）にいったん釈放され、南旺映画製作の映画『流旅の人々』に出演。同年5月に不起訴で正式に釈放されるが、内務省の命令で本名で活動することとなり、松竹太秦撮影所で内田吐夢監督の『鳥居強右衛門』など数本に出演後、大船撮影所に移籍する。
1944年（昭和19年）、小沢栄太郎、千田是也、青山杉作、東山千栄子らと共に俳優座を結成。同時に日本移動演劇連盟に加入し、芙蓉隊を組織して地方を巡演する。戦後、俳優座の中心として『検察官』『中橋公館』『赤い陣羽織』『夜の来訪者』などで主要な役を演じた。俳優座劇場設立にも尽力し、後に同劇場取締役を務めた。
戦後も映画では脇役として数多くの作品に出演する。黒澤明監督作品には『七人の侍』『用心棒』など計7本、小津安二郎監督作品には『東京物語』『秋刀魚の味』など計4本、木下惠介監督作品には『結婚』『楢山節考』など計9本に出演。その他浦山桐郎監督『キューポラのある街』、岡本喜八監督『江分利満氏の優雅な生活』、山本薩夫監督『白い巨塔』など一流監督の名作や、社長シリーズ、クレージー映画といった人気シリーズなどに出演し、日本映画界を代表するバイプレーヤーとなった。演技幅も広く、善悪さまざまな役をこなした。
テレビドラマでは1969年（昭和44年）2月（第1部の放送は同年8月4日から）よりTBS系列の時代劇『水戸黄門』で（当初は森繁久彌で内定していたが、東宝側とのスケジュール調整が折り合わず降板した経緯がある）主役の徳川光圀に抜擢、初の主演作にして代表作となった。じゃがいも黄門の名で親しまれ、お茶の間で絶大な人気を博した。だが第11部収録前の1980年6月10日に前立腺肥大で慶応病院に入院したり、第5話の収録中にセットの崩落に巻き込まれて骨折するという災難に遭い、更に第11部の放送終了後に妻の英乃が亡くなるという悲しい出来事があった。そんな苦境の中でも演じ続け1982年（昭和57年）に禮子と再婚。同年4月29日、長年光圀役を演じた事で鈴木善幸内閣は勲四等旭日小綬章を叙勲した。そして7月8日に高齢による気力体力の減退等を理由に黄門役の降板を表明し、同年10月19日の第13部収録終了（最終回は1983年（昭和58年）4月11日に放送）で役目を終えた。足掛け13年8ヶ月、全381回にわたる活躍だった。
1990年（平成2年）、日本新劇俳優協会の会長に就任。その後も散発的に俳優活動を行っていた。1994年（平成6年）4月5日に都内で開かれた俳優座創立50周年記念パーティーには杖を突いて出席。同年5月にはテレビ東京で放送されたテレビ東京開局30周年、俳優座創立50周年記念ドラマ『荒木又右衛門 男たちの修羅』（同年10月5日）で加納藤左衛門役とゼネラルプロデューサーを務めた。その後、足腰が弱まり外出をしなくなる。
それから4カ月後の9月8日午前6時、自宅で心不全のため死去。86歳没。墓所は多磨霊園。

## 人物
- 水戸黄門役が定着していた頃、普段着の東野に土下座する老人もいたという。1976年（昭和51年）9月6日に出演した『徹子の部屋』で、「ありがたいやら困るやらで恐縮しどおし」と発言している。
- 今では定番である水戸黄門の独特な笑いを最初に確立させた東野ではあるが、当初は納得できる笑いが確立できずに苦悩し、周囲に当たり散らすこともあったため、見かねた息子の東野英心が付き人となって支えたという逸話がある。英心によれば、あの笑いを完成させるのに3年かかったという[16]。
- 1962年2月19日、『東京新聞』に「“声”優に危険手当てを - 他人の演技に合わす苦しみ」と題するコラムを発表。外国産テレビ映画の他人が演じた動きに声だけを当てはめるアテレコは、俳優として片輪になりかねない危険な仕事だと主張した[17]。東野の意見に対し、安部徹からは反論が、夏川大二郎からは賛同が寄せられた。1981年には永井一郎から反論を受けた。詳細はアテレコ論争を参照。
  - なお、このコラムにおいて、東野が洋画の吹き替えやアニメのアフレコを「自分の尺で演技できない、芝居とは呼べない外道の所業」と評したとされることがあるが、実際は東野はアニメには言及しておらず、「外道の所業」という言葉も使っていない。

## 受賞・受章歴
- 1954年：第5回ブルーリボン賞 助演男優賞 『黒い潮』『勲章』
- 毎日映画コンクール
  - 1956年：第11回 男優助演賞『夜の河』『夕やけ雲』『病妻物語 あやに愛しき』
  - 1962年：第17回 男優助演賞『キューポラのある街』『秋刀魚の味』
- 1958年：週刊読売演劇賞 『千鳥』[11]
- 1964年：第10回テアトロン賞 『有福詩人』『教育』
- 1968年：第3回紀伊国屋演劇賞 個人賞『あらいはくせき』
- 1970年：第12回毎日芸術賞
- 1975年：紫綬褒章
- 1981年：エランドール賞 特別賞
- 1982年：勲四等旭日小綬章

## 出演作品

### 映画
- 兄いもうと（1936年、P.C.L.）
- 海援隊（1939年、日活） - 新宮馬之助
- 花咲く港（1943年、松竹） - 網元林田
- 海軍 （1943年、松竹） - 緒方先生
- 歓呼の町（1944年、松竹） - 慎吾の父
- 陸軍（1944年、松竹） - 櫻木常三郎
- 乙女のゐる基地（1945年、松竹） - 畑野雇員
- 大曾根家の朝（1946年、松竹） - 八巻一平
- 結婚（1947年、松竹） - 浩平
- 月の出の決闘（1947年、大映） - 長尾主馬之介
- 女優須磨子の恋（1947年、松竹） - 坪内逍遥
- 破戒（1948年、松竹） - 校長
- 懐しのブルース（1948年、松竹） - 滝川祐三
- わが恋は燃えぬ（1949年、松竹） - 井藤俊文
- 野良犬（1949年、映画芸術協会・新東宝） - 桶屋のおやじ
- 無頼漢長兵衛（1949年、東横映画） - 羽柴筑前守秀吉
- 私刑 リンチ（1949年、新東宝） - 梅若
- 深夜の告白（1949年、新東宝）
- レ・ミゼラブル あゝ無情（1950年、東横映画） - 長吉
- 中山安兵衛（1951年、新東宝） - 菅野六郎左衛門
- 銀座化粧（1951年、新東宝） - 菅野平兵衛
- 自由学校（1951年、松竹） - 長谷川金次
- 山びこ学校（1952年、八木プロ） - 英雄の祖父
- 戦国無頼（1952年、東宝） - 藤十
- 原爆の子（1952年、近代映画協会） - 馬喰
- 美女と盗賊（1952年、大映） - 真木島の十郎太
- 慟哭（1952年、新東宝）
- 人生劇場 第一部（1952年、東映） - 三鷹千年
- 加賀騒動（1953年、東映） - 山村善右衛門
- 浅間の鴉（1953年、大映） - 大野木の百助
- 広場の孤独（1953年、新東宝） - 曾根田外信部長
- 雁（1953年、大映） - 末造
- 早稲田大学（1953年、東映） - 客野村
- 東京物語（1953年、松竹） - 沼田三平
- 思春の泉（1953年、新東宝） - 中村巡査
- 女の一生（1953年、近代映画協会） - 立花久左衛門
- 赤い自転車（1953年、第一映画） - 柳主事
- 旗本退屈男 どくろ屋敷（1954年、東映） - 唐人陳義道
- 愛染道中 男の血祭（1954年、東映） - 亀屋の十兵衛
- 勲章（1954年、俳優座） - 寺位新平
- 七人の侍（1954年、東宝） - 盗人
- 太陽のない街（1954年、新星映画） - 国尾社長
- 黒い潮（1954年、日活） - 佐竹雨山
- 潮騒 （1954年、東宝） - 校長先生
- 女人の館（1954年、日活） - 井野川社長
- ほらふき丹次（1954年、新東宝） - 巡査池谷
- 姿三四郎 第二部（1955年、東映） - 真崎東天
- 警察日記（1955年、日活） - 村田老人
- ここに泉あり（1955年、中央映画） - 棟田
- 愛のお荷物（1955年、日活） - 新木錠造
- たそがれ酒場（1955年、新東宝） - 鬼塚
- 終電車の死美人（1955年、東映） - 早川時次郎
- 狼（1955年、近代映画協会） - 東洋生命支社長
- 七つボタン（1955年、日活） - 少年院の院長
- 続宮本武蔵 一乗寺の決斗（1955年、東宝） - 宍戸梅軒
- 浮草日記（1955年、山本プロ） - 市川馬五郎
- 生きものの記録（1955年、東宝） - ブラジルの老人
- 早春（1956年、松竹） - 服部東吉
- 白扇 みだれ黒髪（1956年、東映） - 宅悦
- 吸血蛾（1956年、東宝） - 伊吹徹三・江藤俊作
- 夕やけ雲（1956年、松竹） - 父源吉
- 花の兄弟（1956年、大映） - 青木弥太郎
- 白夫人の妖恋（1956年、東宝・ショウ・ブラザーズ） - 茅山道人[18]
- 青年安兵衛 紅だすき素浪人（1956年、東映） - 菅野六郎右衛門
- 銭形平次捕物控 人肌蜘蛛（1956年、大映） - 尾張屋伝右衛門
- 夜の河（1956年、大映） - 舟木由次郎
- のんき夫婦（1956年、東京映画） - 署長
- 森は生きている（1956年、劇団民藝） - 侍
- あなた買います（1956年、松竹） - 大串
- 女優（1956年、近代映画協会） - 井上忠夫
- つゆのあとさき（1956年、松竹） - 松島
- 任侠清水港（1957年、東映） - 猿屋の勘助
- 大番シリーズ（東宝） - チャップリンさん 
  - 大番（1957年）
  - 続大番 風雲篇（1957年）
  - 大番 完結篇（1958年）
- 大阪物語（1957年、大映） - 星野権左衛門
- 朱雀門（1957年、大映） - 熊の倉友房
- 柳生武芸帳（東宝） - 山田浮月斎 
  - 柳生武芸帳（1957年）
  - 柳生武芸帳 双龍秘剣（1958年）
- 雪国（1957年、東宝） - 番頭
- 山鳩（1957年、東宝） - 運輸課長
- あらくれ（1957年、東宝） - お島の父
- どん底（1957年、東宝） - 留吉
- 純愛物語（1957年、東映） - 屑屋の爺さん
- 爆音と大地（1957年、東映） - 田坂
- 黒い河（1957年、松竹） - 栗原
- どたんば（1957年、東映）
- 警視庁物語シリーズ（東映）
  - 警視庁物語 夜の野獣（1957年） - 時計屋の主人
  - 警視庁物語 一〇八号車（1959年） - 東都モーターズ主人
  - 警視庁物語 血液型の秘密（1960年） - 野崎
- 神変麝香猫（1958年、東映） - 牧野伝蔵
- 手錠（1958年、大映） - 安井刑事
- 夜の鼓（1958年、現代ぷろ） - 黒川又左衛門
- 楢山節考（1958年、松竹） - 飛脚
- 季節風の彼方に（1958年、東映） - 校長斎木
- 続々サラリーマン出世太閤記（1958年、東宝） - 毛利
- 一粒の麦（1958年、大映） - 相沢校長
- 裸の太陽（1958年、東映） - 古田老人
- 裸の大将（1958年、東宝） - 大佐
- 人生劇場 青春篇（1958年、東宝） - 戸田先生
- 悪女の季節（1958年、松竹） - 八代泰輔
- 若い川の流れ（1959年、日活） - 曽根正吉
- 人間の條件 第1・2部（1959年、にんじんくらぶ） - 饅頭屋の親爺
- キクとイサム（1959年、大東映画） - お巡りさん
- お早よう（1959年、松竹） - 富沢汎
- 野獣死すべし（1959年、東宝） - 桑島刑事
- 浪花の恋の物語（1959年、東映）- 布袋屋藤兵衛
- からたち日記（1959年、松竹） - ロンパリ
- 花嫁さんは世界一（1959年、東京映画） - 卓造
- 日本誕生（1959年、東宝） - 大伴建日連[19]
- 鉄火場の風（1959年、日活） - 馬瀬朝次郎
- 人間の壁（1959年、山本プロ） - 浅井の父
- 大いなる旅路（1960年、東映） - 機関区長
- 新・三等重役シリーズ（東宝） - 辻倉伊助 
  - 新・三等重役 旅と女と酒の巻（1960年）
  - 新・三等重役 亭主教育の巻（1960年）
- 珍品堂主人（1960年、東宝） - 村木
- あじさいの歌（1960年、日活） - 倉田源十郎
- 国定忠次（1960年、東宝） - 三室の勘助
- 多羅尾伴内 七つの顔の男だぜ（1960年、東映） - 宮下源吉
- 酒と女と槍（1960年、東映） - 豊臣秀吉
- 喧嘩太郎（1960年、日活） - 北浦課長
- 濹東綺譚（1960年、東京映画） - 山井先生
- 弾丸大将（1960年、東映） - 美里村村長
- 海賊八幡船（1960年、東映） - 壷屋道休
- あした晴れるか（1960年、日活） - 梶原清作
- 武器なき斗い（1960年、大東映画） - 山本亀松
- 社長シリーズ（東宝）
  - サラリーマン忠臣蔵（1960年） - 吉良剛之介
  - 続サラリーマン忠臣蔵（1961年） - 吉良剛之介
  - サラリーマン清水港（1962年） - 黒田駒蔵
  - 続サラリーマン清水港（1962年） - 黒田駒蔵
  - 社長洋行記（1962年） - 加藤
  - 社長忍法帖（1965年） - 武田
  - 社長行状記（1966年） - 太田剛左衛門
  - 社長えんま帖（1969年） - 梅原
  - 続・社長えんま帖（1969年） - 梅原
  - 社長学ABC（1970年） - 郷司
  - 続・社長学ABC（1970年） - 郷司
- 街から街へつむじ風（1961年、日活） - 田村院長
- 豚と軍艦（1961年、日活） - 貫市
- 用心棒（1961年、東宝） - 居酒屋の権爺
- 葵の暴れん坊（1961年、東映） - 向井将監
- 図々しい奴（1961年、松竹） - 浅田公爵
- 永遠の人（1961年、松竹） - 駐在のお巡り
- 世界大戦争（1961年、東宝） - 笠置丸船長[2][3]
- 堂堂たる人生（1961年、日活） - 原大作
- 釈迦（1961年、大映） - シュラダ
- はだかっ子（1961年、東映） - 高木先生の父
- 乾杯!ごきげん野郎（1961年、東映） - 政吉
- 千姫と秀頼（1962年、東映） - 徳川家康
- 娘と私（1962年、東宝） - 彼岸花の親爺
- 箱根山 (1962年、東宝） － 北条
- 青年の椅子（1962年、日活） - 畑田元十郎
- キューポラのある街（1962年、日活） - 石黒辰五郎
- 雲に向かって起つ（1962年、日活） - 三上半兵衛
- 源九郎義経（1962年、東映） - 梶原平三景時
- ちいさこべ（1962年、東映） - 伊吉
- 秋津温泉（1962年、松竹） - 船若寺住職
- 秦・始皇帝（1962年、大映） - 李唐（老兵士）
- 秋刀魚の味（1962年、松竹） - 佐久間清太郎
- 古都（1963年、松竹） - 大友宗助
- 白と黒（1963年、東宝） - 宮本
- 天国と地獄（1963年、東宝） - 靴工場の工員
- この首一万石（1963年、東映） - 凡河内典膳
- 下町の太陽（1963年、松竹） - 源吉
- 武士道残酷物語（1963年、東映） - 堀式部少輔
- 人生劇場 続飛車角（1963年、東映） - 堂本親分
- 忍びの者シリーズ（大映） - 羽柴秀吉
  - 続・忍びの者（1963年）
  - 新・忍びの者（1963年）
- 海軍（1963年、東映） - 画伯・市来徳次郎
- エデンの海（1963年、日活） - 校長
- 五番町夕霧楼（1963年、東映） - 国木はん
- クレージー映画（東宝）
  - クレージー作戦 くたばれ!無責任（1963年） - 岩下頭取
  - ホラ吹き太閤記（1964年） - 蜂須賀小六
  - 日本一のゴマすり男（1965年） - 後藤又之助
  - クレージーだよ天下無敵（1967年、東宝） - 本田専務
  - クレージーの怪盗ジバコ（1967年） - 警視総監
  - 日本一の男の中の男（1967年） - 大神田剛之助
  - クレージーのぶちゃむくれ大発見（1969年） - 鬼熊
- 江分利満氏の優雅な生活（1963年、東宝） - 明治
- 右京之介巡察記（1963年、東映） - 佐々良道鬼
- 男の紋章 風雲双つ竜（1963年、日活） - 頼山
- 丹下左膳  (1963年、松竹京都)
- 宮本武蔵 一乗寺の決斗（1964年、東映） - 灰屋紹由
- 乾いた花（1964年、松竹） - 安岡
- 傷だらけの山河（1964年、大映） - 香月信蔵
- 越後つついし親不知（1964年、東映） - 客の遠藤
- 黒いダイスが俺を呼ぶ（1964年、日活） - 城崎医師
- 現代紳士野郎（1964年、宝塚映画） - 酒井常務
- うず潮（1964年、日活） - 林茂介
- 馬鹿が戦車でやって来る（1964年、松竹） - 船頭
- 侍（1965年、東宝） - 木曽屋政五郎
- 拳銃無頼帖 流れ者の群れ（1965年、日活） - 丸川千吉
- 赤ひげ（1965年、東宝） - 五平次
- 意気に感ず（1965年、日活） - 峰岸京浜機械社長
- 逃亡（1965年、東映） - 畑中通訳
- 無法松の一生（1965年、大映） - 結城重蔵
- 恐山の女（1965年、松竹） - 行者
- 網走番外地 望郷編（1965年、東映） - 清造
- 四谷怪談（1965年、東京映画）
- 悪党（1965年、近代映画協会） - 解説
- 獣の剣（1965年、俳優座） - 坂崎帯刀
- とべない沈黙（1966年、日本映画新社） - ホテルの大物
- 四畳半物語 娼婦しの（1966年、東映） - 鳥有先生
- 何処へ（1966年、宝塚映画） - 清水校長
- 酔いどれ博士（1966年、大映） - 元帥
- 夜のバラを消せ（1966年、日活）
- 本能（1966年、近代映画協会） - 隣りの先生
- 太陽に突っ走れ（1966年、東映） - 山中社長
- 白い巨塔（1966年、大映） - 東貞蔵
- 座頭市鉄火旅（1967年、大映） - 仙造
- でっかい太陽（1967年、東宝） -大久保甚平
- 若親分千両肌（1967年、大映） - 青柳竜作
- 続大奥(秘)物語（1967年、東映） - ナレーター
- 女と味噌汁（1968年、東京映画） - 小川正之助
- 鉄砲伝来記（1968年、大映） - 八板金兵衛
- 斬る（1968年、東宝） - 森内兵庫
- あゝひめゆりの塔（1968年、日活） - 仲地国民学校校長
- 復讐の歌が聞える（1968年、俳優座） - 看守
- 燃えろ!青春（1968年、東宝） - 三沢善吉
- 御用金（1969年、フジテレビジョン・東京映画） - 鯖井藩家老
- 続・男はつらいよ（1969年、松竹） - 坪内散歩先生
- 富士山頂（1970年、日活） - 加納専務
- トラ・トラ・トラ!（1970年、20世紀フォックス） - 南雲忠一中将
- 昭和ひとけた社長対ふたけた社員（1971年、東宝） - 松崎会長
- 昭和ひとけた社長対ふたけた社員 月月火水木金金（1971年、東宝） - 松崎会長
- 激動の昭和史 沖縄決戦（1971年、東宝） - 梅津参謀総長[18]
- 獄門島（1977年、東宝映画） - 鬼頭嘉右衛門
- 水戸黄門（1978年、東映） - 水戸光圀
- 英霊たちの応援歌 最後の早慶戦（1979年、12CH） - 飛田穂洲
- 闇の狩人（1979年、松竹） - 般若院招巖
- 居酒屋兆治（1983年、田中プロ） - 松川
- 千利休 本覺坊遺文（1989年、西友） - 古渓
- あげまん（1990年、伊丹プロ） - 総理

### テレビドラマ
- 近鉄金曜劇場 / 限りなき前進（1962年、TBS）
- 東芝土曜劇場 第236回「狂った歯車」（1963年、フジテレビ） - 半田東作
- シオノギテレビ劇場（フジテレビ）
  - 仲代達矢アワー・加賀騒動（1964年）
  - 戸田家の兄妹（1965年）
- ナショナルゴールデン劇場 / 逃亡（1966年、NET）
- 今井正アワー / 雨のひまわり（1966年、NET）
- とし子さん 第10話 「今も昔も」（1966年、国際放映 / TBS） - 白井貞造
- 木下恵介アワー / 今年の恋（1967年、TBS） - 林
- 泣いてたまるか 第12話「子はかすがい」（1967年、TBS） - 戸川棒太郎校長
- 文五捕物絵図（1967年 - 1968年、NHK総合） - 文五郎
- 進め!青春（1968年、日本テレビ） - 戸川棒太郎校長
- 男はつらいよ（1968年、フジテレビ） - 坪内散歩
- 三匹の侍 第6シリーズ 第25話「夜明け」（1969年、フジテレビ） - 秋吉大膳
- あいつの季節（1969年、TBS / 日活） - 沢村耕介
- 仇討ち 第19話「助太刀屋助六」（1969年、TBS） - ナレーション
- ナショナル劇場[20]（TBS）
  - 水戸黄門（C.A.L）
    - 第1部 - 第13部（1969年 - 1983年）主演・ 水戸光圀 
    - 第3部 第24話「女海賊とにせ黄門 -平戸-」（1972年5月8日） - 源爺（一人二役）
    - 第4部 第5話「黒いひげの黄門さま -長岡-」（1973年2月19日） - 光右衛門（一人二役）
    - 第8部 第4話「黄門さまに似た男 -沼津-」 （1977年8月8日） - 喜助（一人二役）
    - 第9部 第5話「黄門様のそっくりさん -仙台-」（1978年9月4日） - 大島屋利右衛門（一人二役）
    - 第10部 第5話「鬼庄屋は黄門様に瓜二つ -沼津-」（1979年9月10日） - 田の上の白雲太夫（一人二役）

  - 大岡越前第13部 第7話「祖父の秘密は大泥棒」（1992年12月28日、C.A.L） 鳴神の与兵衛
- グランド劇場 / 竹千代と母（1970年、日本テレビ） - 太原雪斎
- 銀河ドラマ / 闇からの声（1970年、NHK総合） - 塙平七
- 焼きたてのホカホカ（1971年、日本テレビ） - 大和家の祖父
- 土曜ワイド劇場 / 最後の賭け・老刑事と金庫破り（1977年、テレビ朝日） - 古賀
- おくどはん（1977年 - 1978年、朝日放送） - 声
- 混声の森（1978年、TBS） - 大島圭蔵
- 若き日の北條早雲（1980年、テレビ朝日 / 東映） - ナレーション
- 時代劇スペシャル（フジテレビ）
  - 江戸っ子祭（1981年） - 大久保彦左衛門
  - 江戸の大騒動（1982年） - 大久保彦左衛門
  - 闇の歯車（1984年） - おかめの親父
- 女7人あつまれば（1982年、TBS） - 寛一郎
- 東芝日曜劇場 第1660回「南の家族」（1988年、TBS） - 久一
- 必殺スペシャル・新春 決定版!大奥、春日野局の秘密 主水、露天風呂で初仕事（1989年、朝日放送 / 松竹） - 葛飾北斎 ※特別出演
- 女ねずみ小僧 第1話「闇夜の屋根から愛のおひねり・女ねずみ軍団12年ぶり江戸襲撃」（1989年、フジテレビ） - 不動の丈六 ※特別出演
- 荒木又右衛門 男たちの修羅（1994年、テレビ東京） - 加納藤左衛門（特別出演）※遺作

### 舞台
- 恐山トンネル（1934年）
- 土（1939年） - 勘次
- 検察官（1946年、1974年） - 市長
- 神を畏れぬ人々（1946年）
- 中橋公館（1947年）
- 馬（1948年）
- 賢女気質（1948年、1960年）
- 赤い陣羽織（1948年）
- 孤雁（1949年）
- イワーノフ（1954年）
- 町人貴族（1955年）
- 夜の来訪者（1955年、1962年、1977年） - 警官橋詰
- 死せる魂（1956年）
- つづみの女（1958年）
- 見知らぬ人（1959年）
- 千鳥（1959年、1967年）
- 鳥には翼がない（1960年）
- 黄色い波（1961年）
- 夜の祭典（1961年）
- 鈍琢亭の最期（1962年） - 二階堂数馬
- 太郎姫の理髪師（1963年）
- 不安な結婚（1963年）
- 教育（1964年）
- 稲妻（1964年）
- ハムレット（1964年） - 墓掘り
- 有福詩人（1964年）
- おまえにも罪はある（1965年）
- 日本の幽霊（1965年、1967年）
- ヒゲの生えた制服（1966年）
- アンナ・カレーニナ（1966年）
- あらいはくせき（1968年）
- 自由少年（1969年）
- 冒険・藤堂作右衛門の（1970年）
- そよそよ族の叛乱（1971年）
- 時間という汽車（1972年）
- リア王（1972年） - リア
- マリアの首（1973年）
- 鍵の下（1974年）
- 見知らぬ人（1975年）
- 漂流の果て（1976年）
- 毒夫の父 高橋お伝（1979年） - お伝の父

### 劇場アニメ
- 安寿と厨子王丸 （1961年、東映動画） - 山椒大夫[21]
- 太陽の王子 ホルスの大冒険 （1968年、東映動画） - ガンコ爺さん[22]

### ラジオドラマ
- ハレー彗星ツアー（1984年7月21日 NHK大阪=NHK-FM） - 円満堂鉄平 役

### 吹き替え
- 白雪姫 （1937年、ウォルト・ディズニー・カンパニー） - ドック 役 ※米大映上映版

## 演出作品
- 二人だけの舞踏会（1984年、俳優座）

## 文献
- 『私の俳優修業』未來社、1964年3月。NDLJP:2502209。
  - 『私の俳優修業 改訂版』未來社、1974年。
- 『じゃが芋の皮のむけるまで』未來社、1977年。
- 『漫遊無限 「水戸黄門」とともに14年』講談社、1982年。ISBN 4062001799。
- 『私説 父（オド）物語－新劇運動から「水戸黄門」まで〈東野英治郎の堂々役者気質〉』、サリュート、1996年 ISBN 4931194605 ※息子東野英心による回想記